# Campeonato Mundial de Ciclocrós de 2018
El LXIX Campeonato Mundial de Ciclocrós se celebró en Valkenburg (Países Bajos) el 3 de febrero de 2018 bajo la organización de la Unión Ciclista Internacional (UCI) y la Federación Neerlandesa de Ciclismo.

## Medallistas
| Evento    | Oro                     | Plata                            | Bronce                              |
| --------- | ----------------------- | -------------------------------- | ----------------------------------- |
| Masculino | Wout van Aert · Bélgica | Michael Vanthourenhout · Bélgica | Mathieu van der Poel · Países Bajos |
| Femenino  | Sanne Cant · Bélgica    | Katherine Compton Estados Unidos | Lucinda Brand · Países Bajos        |

### Masculino
| Puesto            | Ciclista               | País         | Tiempo  |
| ----------------- | ---------------------- | ------------ | ------- |
| Medalla de oro    | Wout van Aert          | Bélgica      | 1:09:00 |
| Medalla de plata  | Michael Vanthourenhout | Bélgica      | 1:11:13 |
| Medalla de bronce | Mathieu van der Poel   | Países Bajos | 1:11:30 |
| 4                 | Toon Aerts             | Bélgica      | 1:12:16 |
| 5                 | Lars van der Haar      | Países Bajos | 1:13:29 |
| 6                 | Gioele Bertolini       | Italia       | 1:13:42 |
| 7                 | Tim Merlier            | Bélgica      | 1:13:56 |
| 8                 | Laurens Sweeck         | Bélgica      | 1:14:21 |

### Femenino
| Puesto            | Ciclista          | País           | Tiempo |
| ----------------- | ----------------- | -------------- | ------ |
| Medalla de oro    | Sanne Cant        | Bélgica        | 49:34  |
| Medalla de plata  | Katherine Compton | Estados Unidos | 49:46  |
| Medalla de bronce | Lucinda Brand     | Países Bajos   | 50:00  |
| 4                 | Christine Majerus | Luxemburgo     | 50:29  |
| 5                 | Elisabeth Brandau | Alemania       | 51:00  |
| 6                 | Kaitlin Keough    | Estados Unidos | 51:19  |
| 7                 | Eva Lechner       | Italia         | 51:23  |
| 8                 | Elle Anderson     | Estados Unidos | 51:31  |